# Le Progrès de Coaticook

Le Progrès de Coaticook est un journal hebdomadaire appartenant au groupe Médias Transcontinental et distribué gratuitement dans les Publi-Sac livrés dans la MRC de Coaticook.